# مهرآبادی
مهرآبادی (به انگلیسی: Mehrabadi) یک روستا در پاکستان است که در اسلام‌آباد واقع شده‌است.